# Cornel Turturea
Cornel Turturea – rumuński zapaśnik walczący w stylu klasycznym. Srebrny medalista mistrzostw świata w 1967 i 1969. Zajął piąte miejsce na mistrzostwach Europy w 1966 roku.